# B.C. Rich
B.C. Rich Guitars – amerykański producent gitar elektrycznych i basowych rozpoznawanych po charakterystycznych „heavymetalowych” kształtach korpusu i główki.
Na gitarach B.C. Rich grają między innymi: Slash (Guns N’ Roses), Pat O’Brien (Cannibal Corpse), Chuck Schuldiner (Death), Guy Marchais i Terrance Hobbs (Suffocation), Kerry King (Slayer) oraz Paolo Gregoletto (Trivium). W Polsce użytkownikiem gitary B.C.Rich jest m.in. Jan Borysewicz (Lady Pank) i Tomasz „Skaya” Skuza (Quo Vadis).
Do najpopularniejszych modeli firmy należą: Warlock, V, Beast i Mockingbird.